# WTAハンブルク・カップ
WTAハンブルク・カップ（Hamburg Cup）は、毎年4月下旬にドイツ・ハンブルクで開催されていたWTAテニストーナメントである。1982年から2002年まで行われた。
1993年大会のシングルス準々決勝で、当時世界ランキング1位のモニカ・セレシュがマグダレナ・マレーバとの試合中にシュテフィ・グラフのファンの男に背中を刺されて重傷を負う事件が起きた。セレシュは2年4ヶ月の戦線離脱を余儀なくされ、復帰後はドイツの大会に出場することはなかった。

## 大会名の変遷
- カシノ・カップ（Casino Cup）: 1982年
- フィラ・ヨーロッパ・カップ（Fila Europa Cup）: 1983年
- シチズン・カップ（Citizen Cup）: 1987年-1995年
- レクソナ・カップ（Rexona Cup）: 1996年-1997年
- インタースポーツ・ダーメン・グランプリ（Intersport Damen Grand Prix）: 1998年
- ベティーバークレー・カップ（Betty Barclay Cup）: 1999年-2002年

## 大会歴代優勝者

### シングルス
| 年      | 優勝者                           | 準優勝者                         | 決勝結果      |          |
| ------- | -------------------------------- | -------------------------------- | ------------- | -------- |
| 1982    | リサ・ボンダー＝クライス         | レナータ・トマノワ               | 6–3, 6–2      |          |
| 1983    | アンドレア・テメシュバリ         | エバ・プラッフ                   | 6–4, 6–2      |          |
| 1984–86 | 開催なし                         | 開催なし                         | 開催なし      | 開催なし |
| 1987    | シュテフィ・グラフ               | イザベル・キュエト               | 6–2, 6–2      |          |
| 1988    | シュテフィ・グラフ               | カテリナ・マレーバ               | 6–4, 6–2      |          |
| 1989    | シュテフィ・グラフ               | ヤナ・ノボトナ                   | 不戦勝        |          |
| 1990    | シュテフィ・グラフ               | アランチャ・サンチェス・ビカリオ | 5–7, 6–0, 6–1 |          |
| 1991    | シュテフィ・グラフ               | モニカ・セレシュ                 | 7–5, 6–7, 6–3 |          |
| 1992    | シュテフィ・グラフ               | アランチャ・サンチェス・ビカリオ | 7–6, 6–2      |          |
| 1993    | アランチャ・サンチェス・ビカリオ | シュテフィ・グラフ               | 6–3, 6–3      |          |
| 1994    | アランチャ・サンチェス・ビカリオ | シュテフィ・グラフ               | 4–6, 7–6, 7–6 |          |
| 1995    | コンチタ・マルティネス           | マルチナ・ヒンギス               | 6–1, 6–0      |          |
| 1996    | アランチャ・サンチェス・ビカリオ | コンチタ・マルティネス           | 4–6, 7–6, 6–0 |          |
| 1997    | イバ・マヨリ                     | ルクサンドラ・ドラゴミル         | 6–3, 6–2      |          |
| 1998    | マルチナ・ヒンギス               | ヤナ・ノボトナ                   | 6–3, 7–5      |          |
| 1999    | ビーナス・ウィリアムズ           | マリー・ピエルス                 | 6–0, 6–3      |          |
| 2000    | マルチナ・ヒンギス               | アランチャ・サンチェス・ビカリオ | 6–3, 6–3      |          |
| 2001    | ビーナス・ウィリアムズ           | メガン・ショーネシー             | 6–3, 6–0      |          |
| 2002    | キム・クライシュテルス           | ビーナス・ウィリアムズ           | 1–6, 6–3, 6–4 |          |

### ダブルス
| 年      | 優勝者                                              | 準優勝者                                                | 決勝結果      |          |
| ------- | --------------------------------------------------- | ------------------------------------------------------- | ------------- | -------- |
| 1982    | エリザベス・エクボロム レナ・サンディン             | パトリシア・メドラド クラウディア・モンテイロ           | 7–6, 6–3      |          |
| 1983    | ベッティーナ・バンジ クラウディア・コーデ＝キルシュ | イバンナ・マドルガ カトリーヌ・タンヴィエ               | 7–5, 6–4      |          |
| 1984–86 | 開催なし                                            | 開催なし                                                | 開催なし      | 開催なし |
| 1987    | クラウディア・コーデ＝キルシュ ヤナ・ノボトナ       | ナタリア・エゴロワ レイラ・メスヒ                       | 7–6, 7–6      |          |
| 1988    | ヤナ・ノボトナ ティヌ・ショイアー＝ラーセン         | アンドレア・ベッツナー ジュディス・ヴィースナー         | 6–4, 6–2      |          |
| 1989    | イサベル・デモンジョー ナタリー・トージア           | ヤナ・ノボトナ ヘレナ・スコバ                           | 不戦勝        |          |
| 1990    | ジジ・フェルナンデス マルチナ・ナブラチロワ         | ラリサ・ネーランド ヘレナ・スコバ                       | 6–2, 6–3      |          |
| 1991    | ヤナ・ノボトナ ラリサ・ネーランド                   | アランチャ・サンチェス・ビカリオ ヘレナ・スコバ         | 7–5, 6–1      |          |
| 1992    | シュテフィ・グラフ レネ・スタブス                   | マノン・ボーラグラフ アランチャ・サンチェス・ビカリオ   | 4–6, 6–3, 6–4 |          |
| 1993    | シュテフィ・グラフ レネ・スタブス                   | ラリサ・ネーランド ヤナ・ノボトナ                       | 6–4, 7–6      |          |
| 1994    | ヤナ・ノボトナ アランチャ・サンチェス・ビカリオ     | エフゲニア・マニオコワ レイラ・メスヒ                   | 6–3, 6–2      |          |
| 1995    | ジジ・フェルナンデス マルチナ・ヒンギス             | コンチタ・マルティネス パトリシア・タラビーニ           | 6–2, 6–3      |          |
| 1996    | アランチャ・サンチェス・ビカリオ ブレンダ・シュルツ | ジジ・フェルナンデス マルチナ・ヒンギス                 | 4–6, 7–6, 6–4 |          |
| 1997    | アンケ・フーバー マリー・ピエルス                   | ルクサンドラ・ドラゴミル イバ・マヨリ                   | 2–6, 7–6, 6–2 |          |
| 1998    | バルバラ・シェット パティ・シュナイダー             | マルチナ・ヒンギス ヤナ・ノボトナ                       | 7–6, 3–6, 6–3 |          |
| 1999    | ラリサ・ネーランド アランチャ・サンチェス・ビカリオ | アマンダ・クッツァー ヤナ・ノボトナ                     | 6–2, 6–1      |          |
| 2000    | アンナ・クルニコワ ナターシャ・ズベレワ             | ニコル・アレント マノン・ボーラグラフ                   | 6–7, 6–2, 6–4 |          |
| 2001    | カーラ・ブラック エレーナ・リホフツェワ             | クベタ・ペシュケ バーバラ・リットナー                   | 6–2, 4–6, 6–2 |          |
| 2002    | マルチナ・ヒンギス バルバラ・シェット               | ダニエラ・ハンチュコバ アランチャ・サンチェス・ビカリオ | 6–1, 6–1      |          |